# Druhyú
Los drujiús eran un pueblo de la India antigua. Se los menciona en el Rig-veda, a menudo junto con la tribu anu.
Algunos estudiosos los ubican en la región noroeste del subcontinente indio.
- druhyu, en el sistema IAST de transliteración del idioma sánscrito.
- द्रुह्यु, en escritura devanagari del sánscrito.
- Pronunciación: [drujiú].[3]
- Etimología: podría estar relacionado con el lago Druja. El término sánscrito druja es una de las maneras de decir ‘hijo’.[3]

Nombre de un hijo del rey Iaiati y hermano del rey Iadu (según el Majábharata [donde se lee dújiu], el Jari-vamsha [donde se lee drújia] y en varios Puranás.
Los textos épicos y los Puranás dicen que los drujiús se encontraban en el norte (o sea en Gandhara), y se asentaron en Gandhara, Aratta y Setu
Los drujiús fueron expulsados de la tierra de los siete ríos por Mandhatri y su siguiente rey, Gandhara, los ubicó en una región del noroeste que se hizo conocida como Gandhara. Los hijos del posterior rey drujiú Prachetas también se instaló en la región udichia (udīcya: norte).
Más recientemente, los investigadores han hipotetizado que los drujiús podrían ser los ancestros de los pueblos zoroástricos, iraníes, griegos o europeos, o más posiblemente, la clase druida de los celtas.
En particular, como el Rig-veda describe esta tribu proto-indoeuropeo como la migración del Norte.
Cabe destacar que el término celta vid (y el español «verdad») provienen de la misma raíz que veda, que significa ‘verdad’ en ambas culturas.